# Eccidio di Cerequio La Morra
L'eccidio di Cerequio La Morra fu l'insieme delle esecuzioni sommarie effettuate nei rastrellamenti del 29 agosto 1944 da milizie fasciste a danno di formazioni partigiane, il cui epicentro fu la località di Cerequio e coinvolse altri territori limitrofi ai comuni di La Morra, Cherasco e Verduno, in particolare le località di San Bartolomeo e Meane. I partigiani catturati furono condotti presso la cascina Averame (detta "n'sec") nella borgata di Cerequio del comune di La Morra, dove 18 furono uccisi a colpi di mitraglia subito dopo la loro resa e i rimanenti vennero fucilati sulla strada verso La Morra, nel luogo oggi denominato "Piazza dei Martiri". Pur con alcune difformità delle fonti, che riportano un numero totale di vittime variabile fra 28 e 35 (dove si contano anche altri due partigiani garibaldini uccisi a Santa Maria, una vicina borgata, uno sulla strada di Alba e un contadino, freddato a La Morra), conformemente all'elenco delle vittime accertate e alle memorie dei partigiani sopravvissuti, il conto più verosimile dei partigiani direttamente coinvolti è 32, quello delle vittime totali è di 31, di cui due minorenni. Un solo partigiano, ferito e finito sotto la pila degli altri sfuggì al colpo di grazia e riuscì a salvarsi.

## Storia

### Antefatti
Gli avvenimenti successivi all'armistizio dell'8 settembre 1943, portarono alla costituzione anche nel cuneese di numerose formazioni partigiane sotto il comando del CLNRP, il Comitato di Liberazione Nazionale Regione Piemonte.
Le formazioni partigiane a causa dei numerosi rastrellamenti da parte delle forze nazifasciste, nel territorio del braidese erano ridotte a poche centinaia di unità che agivano con veloci ma poco significative azioni di disturbo e guerriglia. Nella primavera del 1944, la numerosa renitenza alla leva della RSI e le diserzioni in seno ad essa, portarono a un notevole rafforzamento degli effettivi della resistenza, giunti nel solo Piemonte a circa 15.000 unità, permettendo la pianificazione di attacchi su larga scala contro le forze di occupazione nazifasciste. Questo anche grazie all'arrivo di vettovagliamenti militari da parte degli alleati con numerosi lanci aerei. La avanzata alleata dal sud Italia e lo sbarco alleato a Tolone portò a credere a un imminente arrivo e attacco da parte delle forze alleate. Sulla spinta di queste previsioni, le varie forze partigiane fra cui le brigate Garibaldi e le divisioni alpine della resistenza, sotto il comando di Enrico Martini Mauri, composte anche da numerose brigate autonome, fra cui la "104ª Brigata autonoma Bra" comandata da Icilio Ronchi Della Rocca (poi confluita nella XII Divisione Bra), cercarono dunque di liberare da soli i territori occupati delle Langhe prima dell'arrivo delle forze alleate. Le prime azioni di disturbo riguardarono soprattutto il sabotare o occupare e rendere inaccessibili le vie di transito e i mezzi di comunicazione delle forze dell'asse. Il comando delle Brigate Garibaldi, in seguito alle decisioni del CLNRP che rivendicava la sua autonomia dal CLN  con sede a Milano, invita le proprie brigate a «elaborare e realizzare un piano sistematico di interruzioni stradali e ferroviarie […] ad allargare il raggio di azione di questa impresa attraverso speciali nuclei mobili di guastatori specializzati ». Tra il 20 e il 24 agosto in tutta la regione vengono compiute azioni simultanee di sabotaggio e guerriglia. Il 26 agosto un ordine del giorno del CLNRP invita i comandi partigiani a unire le forze e a iniziare l'insurrezione generale.
Per contrastare queste azioni di sabotaggio vengono inviate in ausilio delle forze tedesche anche la Divisione alpina Monterosa, appena tornata dall'addestramento in Germania e le milizie della "brigata nera Ricciarelli", che cominciarono alcune offensive militari e azioni di rastrellamento nella zona di Carrù e Baldissero .

### Il rastrellamento
Il giorno 28 agosto in Val Bormida un veloce rastrellamento tedesco aveva sbaragliato alcuni gruppi della 16ª brigata Garibaldi, mentre le forze repubblichine della Monterosa, da Cherasco raggiungevano il Tanaro. I partigiani si appostavano per controllarne gli spostamenti nella zona di Meane. All'alba del 29 le truppe fasciste si mossero superando i guadi della diga di Costangaresca dirigendosi attraverso la strada della frazione di San Bartolomeo con l'intento di effettuare una nuova azione di rastrellamento a La Morra.

### Gli scontri
Il 29 agosto verso le sette del mattino, le opposte fazioni si scontrano nelle campagne fra Meane e San Bartolomeo, iniziando un serrato conflitto a fuoco. A opporsi alle truppe fasciste ci sono circa un centinaio di partigiani sia della "XII Divisione Bra" che della "XIV Divisione Garibaldi", dotati di armi leggere e solo due mitragliatrici, mentre le forze della Monterosa disponevano di mortai e altre armi pesanti. Gli scontri si risolsero in favore dei partigiani che subirono 11 fra morti e feriti, mentre le forze della RSI ne contarono 54. Nel frattempo si erano dirette in zona anche milizie della brigata nera Ricciarelli che provenienti da Pollenzo e da Alba si dirigevano verso La Morra, nel tentativo di prendere alle spalle e accerchiare i partigiani. Al termine degli scontri i partigiani si divisero in due colonne, una, giunta incolume, diretta alla frazione Berri di La Morra, l'altra diretta verso il comando di brigata di Monforte. Quest'ultima, in tarda mattinata si imbatté nelle formazioni delle "brigate nere Ricciarelli", nelle campagne attorno a La Morra, appena giunte sul posto.

### La resa e le esecuzioni
Le più fresche truppe della RSI, intimarono la resa alle forze partigiane, composte da 32 uomini, che sebbene ancora equipaggiati per un eventuale scontro a fuoco, erano stremati dai precedenti scontri ed erano rimasti sorpresi e impreparati di fronte a quell'incontro imprevisto. Dopo una controversa parlamentazione, il sottotenente Luigi Danilo Pei, comandante della compagnia delle Brigate nere (che verrà fucilato a Roreto di Cherasco nel 1945 come responsabile dell'eccidio), convinse i partigiani ad arrendersi con la promessa di avere salva la vita. Fatti prigionieri furono condotti presso la cascina Averame nella località di Cerequio La Morra. La parola non venne mantenuta e subito dopo il loro arrivo alle 13,30, 18 partigiani vennero passati per le armi col fuoco di una mitragliatrice. I restanti prigionieri provenienti anche dagli altri rastrellamenti vennero condotti verso La Morra e fucilati nel luogo che oggi è denominato Piazza dei Martiri. Per rappresaglia viene anche incendiato l'albergo cittadino che si riteneva aver dato rifugio ai partigiani. Il giorno seguente vengono effettuate altre azioni di rastrellamento mirate soprattutto verso la popolazione civile, col fine di seminare il terrore e scoraggiare qualsiasi solidarietà ai partigiani.

## Elenco delle vittime accertate
1. Arnulfo Enrico, nato a Cherasco (CN) 03/03/1922, residente a Cherasco, muratore, partigiano XII Divisione Autonoma Bra;
2. Audano Virgilio, nato a Moncalieri (TO) 13/03/1926, residente a Torino, operaio, partigiano XIV Divisione Garibaldi “Capriolo”;
3. Baldissone Michele, nato a Villanova Solaro (CN) 05/03/1923, residente a Cherasco (CN), contadino, partigiano XII Divisione Bra, 45ª brigata;
4. Barbero Giacomo, nato a Cherasco (CN) 25/09/1921, residente a Cherasco, muratore, partigiano XII Divisione Autonoma Bra, 45ª brigata;
5. Barbesino Pietro, nato a Torino 01/04/1921, residente a Torino, impiegato, partigiano XII Divisione Autonoma Bra, 45ª brigata;
6. Battaglino Giovanni, nato a Pocapaglia (CN) 15/08/1925, residente a Bra (CN), manovale, partigiano XII Divisione Autonoma Bra, 45ª brigata;
7. Battaglino Giovanni, nato a Alba (CN) 08/04/1926, residente a Alba, bottaio, partigiano XIV Divisione Garibaldi “Capriolo”, 179ª Brigata “Lamberti”;
8. Bogetti Aurelio, nato a Cherasco (CN) 04/03/1925, residente a Cherasco, manovale, partigiano XII Divisione Autonoma Bra, 45ª brigata;
9. Bonino Andrea, nato a Torino 04/02/1922, residente a Torino, impiegato, partigiano XIV Divisione Garibaldi “Capriolo”;
10. Cedrani Celeste, nato a Corneliano d’Alba (CN) 13/07/1925, residente a Cherasco (CN), contadino, partigiano XII Divisione Autonoma Bra, 45ª brigata;
11. Costamagna Ernesto, nato a Cherasco (CN) 07/11/1925, residente a Cherasco, ortolano, partigiano XII Divisione Autonoma Bra, 45ª brigata;
12. Edulo Carlo, nato a Genova 23/01/1929, residente a Bra (CN), pasticcere, partigiano XIV Divisione Garibaldi “Capriolo”, 48ª brigata “Di Nanni”;
13. Fantone Giacomo, nato a Oncino (CN) 21/02/1923, residente a Alba (CN), straccivendolo, partigiano XIV Divisione Garibaldi “Capriolo”;
14. Galvagno Filippo, nato a Diano d’Alba (CN) 14/07/1917, residente a Alba (CN), fabbro, partigiano XIV Divisione Garibaldi “Capriolo”, 48ª brigata “Di Nanni”;
15. Gerbaldo Lorenzo, nato a a Cherasco (CN) 01/10/1925, residente a Cherasco, partigiano XIV Divisione Garibaldi “Capriolo”;
16. Guagnini Giuseppe, nato a Casalnoceto (AL) 17/07/1922, residente a Casalnoceto, carabiniere, partigiano XIV Divisione Garibaldi “Capriolo”, 48ª brigata “Di Nanni”;
17. Lamberti Giacomo, nato a Cherasco (CN) 06/08/1923, residente a Cherasco, contadino, partigiano XII Divisione Autonoma Bra, 45ª brigata;
18. Lamberti Giuseppe, nato a Bra (CN) 24/04/1925, residente a Bra, carpentiere, partigiano XII Divisione Autonoma Bra, 45ª brigata;
19. Mana Giorgio, nato a Genola (CN) 25/03/1925, residente a Fossano (CN), meccanico, partigiano XIV Divisione Garibaldi “Capriolo”, 48ª brigata “Di Nanni”;
20. Manfredi Giuseppe, nato a Fossano (CN) 20/08/1923, residente a Fossano, impiegato, partigiano XIV Divisione Garibaldi “Capriolo”, 48ª brigata “Di Nanni”;
21. Marengo Celestino, nato a Grinzane Cavour (CN) 26/05/1921, residente a Alba (CN), contadino, partigiano XIV Divisione Garibaldi, comando;
22. Mazzola Luigi nato a Cherasco (CN) 26/02/1918, residente a Cherasco, muratore, partigiano XII Divisione Autonoma Bra, 45ª brigata;
23. Mazzola Pietro, nato a Cherasco (CN) 26/03/1922, residente a Cherasco, muratore, partigiano XII Divisione Autonoma Bra, 45ª brigata;
24. Monchio Giuseppe, nato a La Morra (CN) 13/07/1914, residente a La Morra, contadino, partigiano XIV Divisione Garibaldi “Capriolo”;
25. Olivero Andrea, nato a Bra (CN) 24/02/1921, residente a Bra, meccanico, partigiano XII Divisione Autonoma Bra, 45ª brigata;
26. Pautasso Paolo, nato a Fossano (CN) 21/08/1925, residente a Fossano, apprendista odontoiatrico, partigiano XIV Divisione Garibaldi “Capriolo”, 48ª brigata “Di Nanni”;
27. Piazzi Achille, nato a Gombito (CR) 01/03/1924, residente a Cappella Cantone (CR), operaio, partigiano XIV Divisione Garibaldi “Capriolo”, 179ª brigata “Lamberti”;
28. Prochietto Giovbattista, nato a Polonghera (CN) 01/03/1924, residente a Polonghera, contadino, partigiano XIV Divisione Garibaldi “Capriolo”;
29. Sapino Giuseppe, nato a Racconigi (CN) 14/07/1927, residente a Racconigi, infermiere, partigiano XIV Divisione Garibaldi “Capriolo”;
30. Vaira Giuseppe, nato a Cherasco (CN) 30/07/1926, residente a Cherasco, contadino, partigiano XII Divisione Autonoma Bra, 45ªbrigata;
31. Vigna Giorgio, nato a Savona 15/09/1924, residente a Cherasco (CN), carradore, partigiano XII Divisione Autonoma Bra, 45ª brigata

## Occultamento e riscoperta

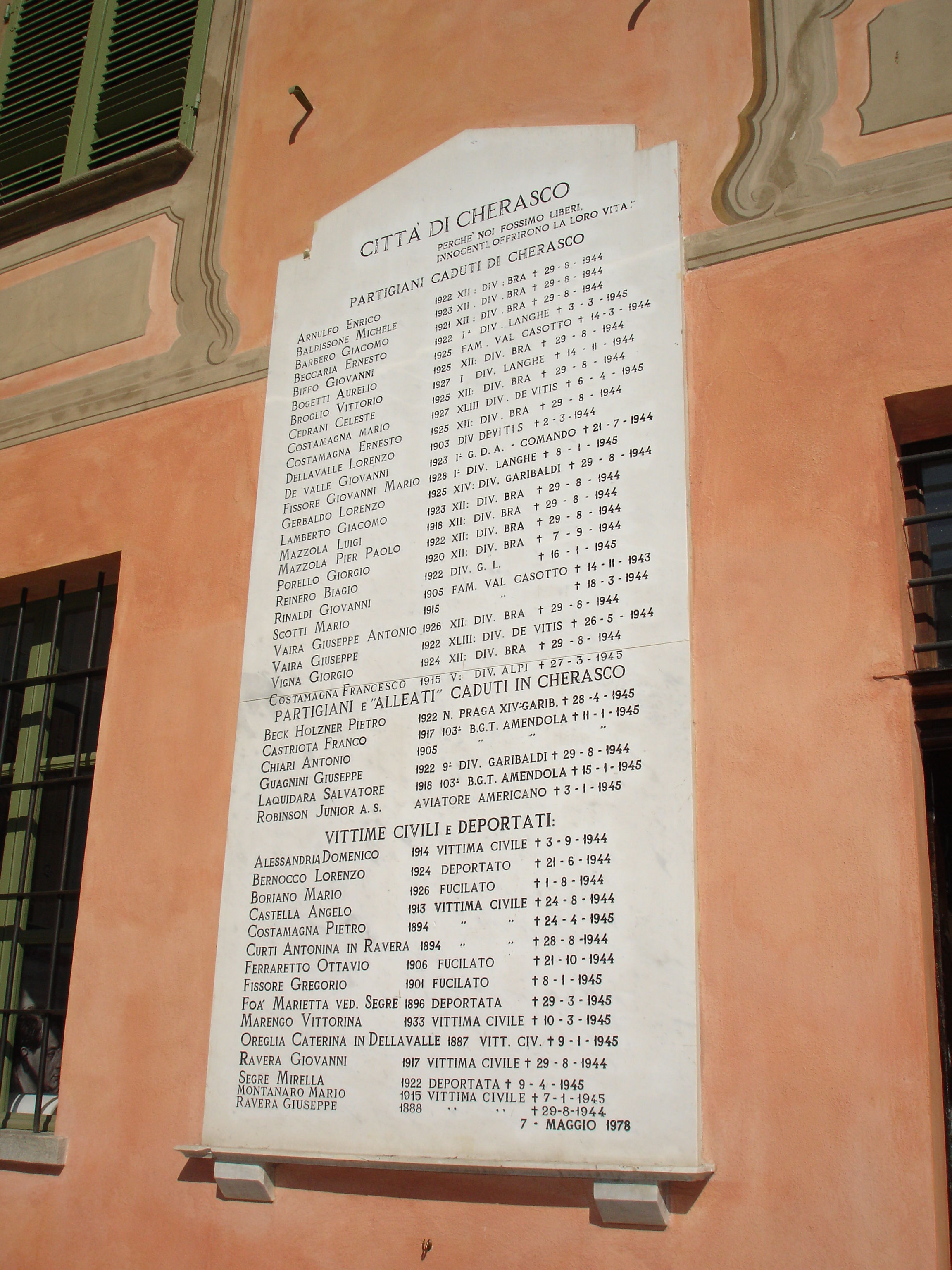
Lapide del municipio di Cherasco con l'indicazione dei partigiani concittadini uccisi nella strage di Cerequio

Molti degli episodi narrati, pur sopravvivendo nella memoria della popolazione e nel riconoscimento delle autorità locali, non hanno ricevuto per molti anni riconoscimenti e onorificenze a carattere nazionale a causa dell'occultamento dei fatti e delle inchieste svolte nell'immediato dopoguerra,  venuti alla luce nel 1994 grazie agli archivi riscoperti in una inchiesta giornalistica comunemente chiamata Armadio della vergogna che ha provocato anche l'apertura di varie commissioni istituzionali nazionali e sovranazionali, permettendo di fare parziale luce su numerosi episodi misconosciuti e di garantirne il dovuto riconoscimento. A tal fine sono stati desecretati e resi disponibili per la consultazione la maggior parte degli atti d'inchiesta. I fatti di Cerequio La Morra e più in generale del cheraschese (che nella strage subì il maggior numero delle vittime) sono stati ufficialmente riconosciuti solo nel 2005 con l'attribuzione alle vittime del territorio della medaglia d'argento al merito civile.

## In memoria
In ricordo dell'eccidio sono stati eretti diversi monumenti e si svolgono annualmente le commemorazioni dell'eccidio: 

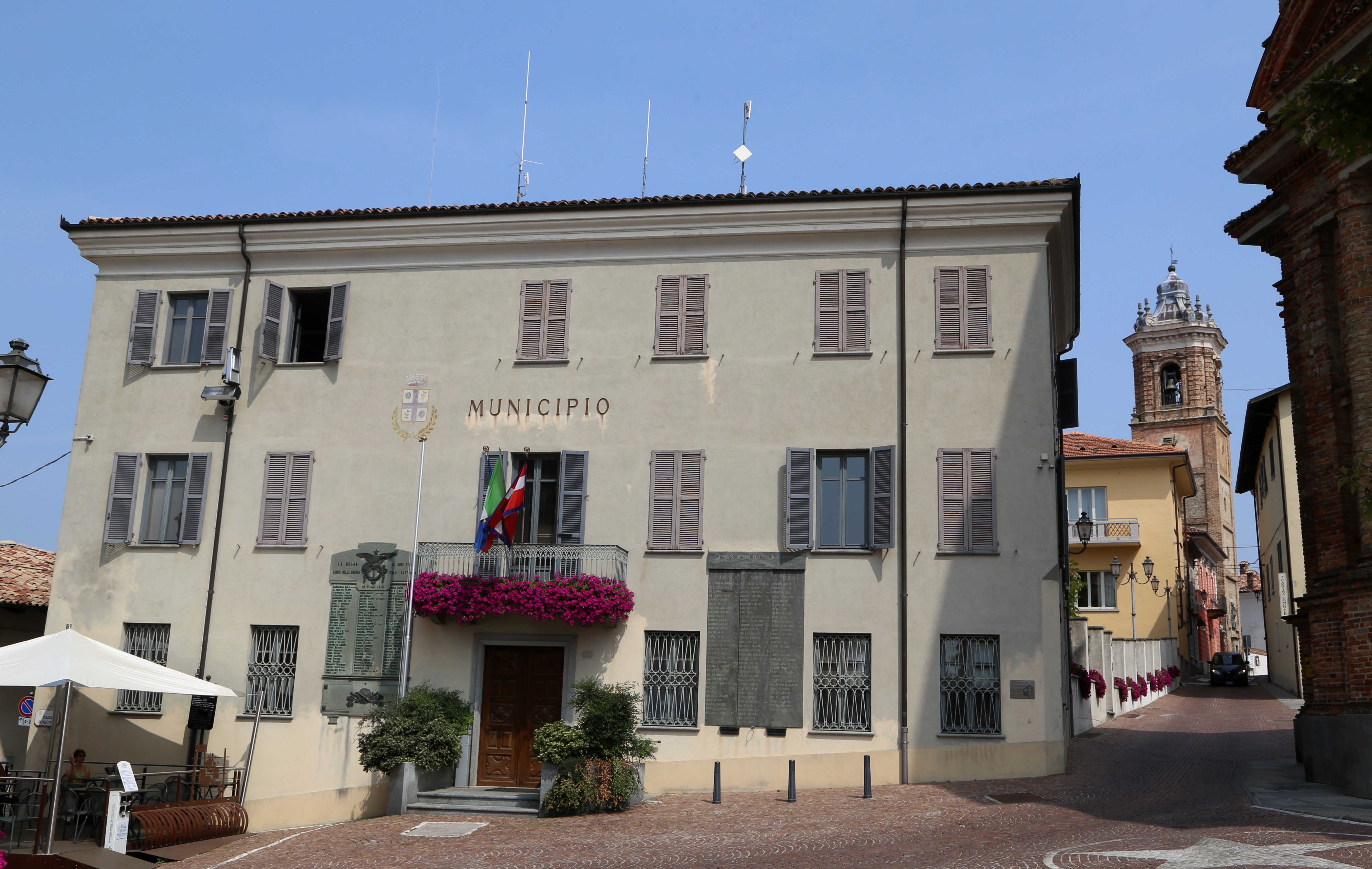
Il Municipio di La Morra con la lapide ai caduti

- A La Morra sono presenti Cippo e lapide in Piazza Martiri e sulla facciata del municipio[25][26]
- Una lapide nel luogo dell'eccidio principale presso la cascina Averame in frazione Cerequio di La Morra (dove fino a pochi anni fa erano presenti ancora i fori delle pallottole)[18][27].
- In Piazza dei martiri a La Morra si svolgono ogni anno le celebrazioni civili e religiose che si concludono con un pellegrinaggio presso i luoghi della strage[5].
- La lapide presso il comune di Cherasco ricorda i suoi numerosi cittadini caduti nella strage.[28]